# Arroyo de las Cañas (Maldonado)
El arroyo de las Cañas es un curso de agua uruguayo que atraviesa el departamento de  Maldonado perteneciente a la cuenca hidrográfica del Río de la Plata.
Nace en la Sierra de Carapé y desemboca en el arroyo de San Carlos tras recorrer alrededor de  31 km.